# Witstaartcatamenia
De witstaartcatamenia (Catamenia analis) is een zangvogel uit de familie Thraupidae (tangaren).

## Verspreiding en leefgebied
Deze soort telt 7 ondersoorten:
- C. a. alpica: noordelijk Colombia.
- C. a. schistaceifrons: centraal en oostelijk Colombia.
- C. a. soderstromi: Ecuador.
- C. a. insignis: het noordelijke deel van Centraal-Peru.
- C. a. analoides: westelijk Peru.
- C. a. griseiventris: zuidwestelijk Peru.
- C. a. analis: noordelijk Chili, Bolivia en Argentinië.